# Тяпкин, Илья Владимирович
Илья́ Влади́мирович Тя́пкин (род. 2 августа 1991, Поронайск, Сахалинская область) — киргизский бегун-марафонец, выступающий с 2016 года. Победитель и призёр ряда крупных международных стартов на шоссе, участник летних Олимпийских игр в Рио-де-Жанейро.

## Биография
Илья Тяпкин родился 2 августа 1991 года в Поронайске Сахалинской области РСФСР. Впоследствии постоянно проживал в городе Кара-Балта Чуйской области Кыргызстана.
Окончил Кыргызский государственный институт физической культуры и Кыргызский государственный технический университет.
Бегом занялся сравнительно поздно, в возрасте 18 лет. Примером в спорте для него стал американский бегун Бернард Лагат.
Впервые заявил о себе на международном уровне в 2015 году — в это время вошёл в состав киргизской национальной сборной и, будучи студентом, удостоился права защищать честь страны на Универсиаде в Кванджу, где в зачёте полумарафона стал тринадцатым.
Дебютировал на марафонской дистанции в сезоне 2016 года, когда с результатом 2:19:19 занял 12-е место на Пражском марафоне. И хотя ему не хватило 19 секунд для выполнения олимпийского квалификационного норматива (2:19:00), будучи представителем небольшой страны с малочисленной делегацией спортсменов, он всё же получил специальное приглашение на участие в летних Олимпийских играх в Рио-де-Жанейро. В программе марафона на финише показал результат 2:23:19, расположившись в итоговом протоколе соревнований на 86-й строке.
После Олимпиады в Рио Тяпкин остался действующим спортсменом и продолжил принимать участие в крупных шоссейных стартах. Так, в 2017 году он занял 16-е место на Пражском марафоне (2:21:28), одержал победу на домашнем марафоне в Иссык-Куле (2:35:26), был третьим на Карагандинском международном полумарафоне (1:08:34) и на Астанинском марафоне (2:24:14), с результатом 2:19:28	финишировал восьмым на чемпионате Азии по марафону в Дунгуане.
В 2018 году побывал на Азиатских играх в Джакарте, где в марафоне показал время 2:32:06 и занял итоговое 11-е место.
В 2019 году в рамках Ганноверского марафона обновил свой личный рекорд — 2:18:27. С результатом 2:19:03 занял 16-е место на Амстердамском марафоне.
За выдающиеся спортивные достижения удостоен почётного звания «Мастер спорта Кыргызской Республики международного класса».